# クロウ・深瀬症候群
クロウ・深瀬症候群（クロウ・ふかせしょうこうぐん、Crow‐Fukase症候群、POEMS症候群、高月病と同義）は形質細胞の異常増殖（plasma cell dyscrasia）に伴い多発ニューロパチー、臓器腫大、内分泌異常、M蛋白（monoclonal gammopathy）、色素沈着、剛毛、浮腫などの特異な組合せの臨床症状を呈する疾患である。
多発性神経炎（polyneuropathy）、臓器腫大（organomegaly）、内分泌異常（endocrinopathy）、M蛋白（M‐protein）、皮膚症状（skin changes）といった各症状の頭文字をとり、POEMS症候群とも呼ばれる。現在、日本国内の患者数は推定300～400人とされている。希少疾病であるが、従来療法であるステロイド療法、MP療法、放射線療法に加え、末梢血幹細胞移植療法、サリドマイド療法などの新規治療の導入により、予後が改善しつつある。2009年より5年間の予定でサリドマイドの治験が日本国内で実施中である。

## 検査
- M蛋白（IgG-λ, IgA-λ、免疫固定法）
- 神経伝導検査（脱髄性ニューロパチー）
- 血清中の血管内皮増殖因子（VEGF: vascular endothelial growth factor）高値
- 胸・腹・骨盤CT検査（肝脾腫、胸水、腹水、心嚢水、リンパ節腫脹）
- 単純X線、骨シンチ、PET（骨硬化性病変）
- 内分泌異常（性腺機能異常、甲状腺機能異常、耐糖能異常、副腎機能異常）
- 皮膚異常（色素沈着、血管腫、剛毛、皮膚硬化）
- 乳頭浮腫
- キャッスルマン病

## 治療
- ステロイド療法
- MP療法
- 自己末梢血幹細胞移植(PBSCT)を伴う大量化学療法
- サリドマイド療法（現在、日本ではサリドマイドの本症候群への投与は適応外である。本症候群への適応拡大のための治験が行われている）→2021年2月、効能の追加承認（サレドカプセル25･50･100）。